# ساندرا هرنانديز رودريغيز
ساندرا هرنانديز رودريغيز (بالإسبانية: Sandra Hernández)‏ (25 مايو 1997 بلاس بالماس دي غران كناريا في إسبانيا - ) هي لاعبة كرة قدم إسبانية في مركز مهاجم ‏. لعبت مع نادي برشلونة.

## وصلات خارجية
- ساندرا هرنانديز رودريغيز على موقع الاتحاد الدولي (مؤرشف)  (الإنجليزية)
- ساندرا هرنانديز رودريغيز على موقع الاتحاد الأوربي (الإنجليزية)
- ساندرا هرنانديز رودريغيز على موقع قاعدة بيانات كرة القدم.إي يو (الإنجليزية)
- ساندرا هرنانديز رودريغيز على موقع Soccerway.com (الإنجليزية)
- ساندرا هرنانديز رودريغيز على موقع عالم كرة القدم.نت (الإنجليزية)